# Давид Маргошвілі
Давид Маргошвілі (груз. დავით მარგოშვილი, нар. 11 серпня 1980, Ахмета, Кахетія) — грузинський дзюдоїст. За національністю кистинець.

## Спортивна кар'єра
Виступав за збірну Грузії у вагових категоріях 60 — 66 — 73 кг.

### Олімпійські ігри
На Олімпійських Іграх 2004 року в Афінах, Греція виборов 5-е місце.

### Чемпіонати світу
- 5-е місце на чемпіонаті світу 2005 року в Каїрі, Єгипет;

- Срібний призер чемпіонату світу 2002 року в командній першості, м. Базель, Швейцарія.

### Чемпіонати Європи
2-разовий срібний призер чемпіонатів Європи:
- 2003 р., Дюссельдорф, Німеччина;
- 2001 р., Париж, Франція.
- 5-е місце на чемпіонаті Європи 2005 в Роттердамі;
- Чемпіон Європи 2003 року в командній першості, Лондон, Англія;

### Результати етапів Кубка світу
- 1-е місце — 2003 р., Тбілісі;
- 1-е місце — 2000 р., Тбілісі;
- 2-е місце — 2006 р., Тбілісі;
- 2-е місце — 2002 р., Тбілісі;
- 3-е місце — 2005 р., Прага;
- 3-е місце — 1999 р., Тбілісі;
- 3-е місце — 1998 р., Тбілісі;

### Суперкубок світу
- Володар Суперкубка світу 2003 року в Гамбурзі, Німеччина;
- Срібло Суперкубка світу 2004 року в Парижі;
- Бронза Суперкубка світу 2003 року в Москві.

### Інші змагання
- Бронза чемпіонату світу 1999 року серед військовослужбовців, Загреб, Югославія;
- Чемпіон Європи 1998 року серед юніорів, Бухарест, Румунія.

## Арешт
У травні 2006 року Давид Маргошвілі був затриманий співробітниками Міністерства внутрішніх справ Грузії в Панкіській ущелині за підозрою у вбивстві власного хресного. 
Спортсмен вистрілив у 25-річного Малхаза Джапарідзе під час сварки, яка сталася між ними в студентському містечку в центрі Тбілісі. Куля потрапила Джапарідзе в ногу, і він помер у лікарні від втрати крові.
Давид Маргошвілі намагався сховатися в рідному селі, розташованому в Панкіській ущелині на сході Грузії, але був затриманий співробітниками МВС. У підозрюваного у вбивстві виявлено та вилучено вогнепальну зброю.